# Amarillo Slim
(Attribuita ad "Amarillo Slim")
Amarillo Slim, pseudonimo di Thomas Austin Preston (Johnson, 31 dicembre 1928 – Amarillo, 29 aprile 2012), è stato un giocatore di poker statunitense, campione del mondo nel 1972.

## Biografia
Ex giocatore professionista di biliardo, divenne molto popolare nel mondo del poker degli anni sessanta, girando gli Stati Uniti in cerca di gioco insieme a Doyle Brunson e Sailor Roberts. Vinse le World Series of Poker 1972, e dopo il successo apparve in molti talk-shows (come The Tonight Show, Good Morning America e 60 Minutes) ed interpretò una piccola parte nel film di Robert Altman California Split. Preston ha vinto un totale di 4 braccialetti delle WSOP, l'ultimo dei quali alle WSOP 1990. Dal 1992 fa parte del Poker Hall of Fame.

### Libri
Nel 1973 Preston e Bill G. Cox hanno scritto Play Poker to Win, pubblicato da Grosset and Dunlap. Una edizione rivisitata fu pubblicata da HarperCollins nel 2005 con il titolo Amarillo Slim's Play Poker to Win. Nel maggio 2003 Preston ha pubblicato la sua autobiografia dal titolo: Amarillo Slim in a World Full of Fat People, nella quale rivela storie di gioco con Larry Flynt, Lyndon B. Johnson, Richard Nixon ed altri.

## Braccialetti World Series of Poker
| Anno | Torneo                                       | Premio   |
| ---- | -------------------------------------------- | -------- |
| 1972 | 10,000 $ No Limit Hold'em World Championship | 60000 $  |
| 1974 | 1,000 $ No Limit Hold'em                     | 11100 $  |
| 1985 | 5,000 $ Pot Limit Omaha                      | 85000 $  |
| 1990 | 5,000 $ Pot Limit Omaha                      | 142000 $ |